# 20372 Juliafanning
20372 Juliafanning este un asteroid din centura principală de asteroizi.

## Descriere
20372 Juliafanning este un asteroid din centura principală de asteroizi. A fost descoperit pe 22 mai 1998 la Socorro, New Mexico, în cadrul proiectului LINEAR. Asteroidul prezintă o orbită caracterizată de o semiaxă mare de 2,30 ua, o excentricitate de 0,15 și o înclinație de 0,8° în raport cu ecliptica.